# 柳溪乡 (奉新县)
柳溪乡，是中华人民共和国江西省宜春市奉新县下辖的一个乡镇级行政单位。

## 行政区划
柳溪乡下辖以下地区：
柳溪村、店下村、东庄村、港尾村、球庄村、仰坪村、船坳村和柳溪双坝分场行政村。